# Inline-Skaterhockey-Bundesliga 2013
Die Saison 2013 ist die 18. Spielzeit der Inline-Skaterhockey-Bundesliga, in der zum 28. Mal ein Deutscher Meister ermittelt wird. Ausrichter ist die Sportkommission Inline-Skaterhockey Deutschland im Deutschen Rollsport und Inline-Verband.

## Teilnehmer
Die 1. Bundesliga geht mit zwölf Mannschaften an den Start. Neben dem regulären Aufsteiger Bremerhaven Whales (1. der 2. Bundesliga Nord) sind auch die Rostocker Nasenbären (3. der 2. Bundesliga Nord) als Nachrücker dabei.
| Klub                   | Standort    | Vorjahr                   | Play-offs                 |                           |
| ---------------------- | ----------- | ------------------------- | ------------------------- | ------------------------- |
| Highlander Lüdenscheid | Lüdenscheid | 10.                       | -                         |                           |
| TV Augsburg            | Augsburg    | 2.                        | Deutscher Meister         |                           |
| Bissendorfer Panther   | Wedemark    | 5.                        | Viertelfinale             |                           |
| HC Köln-West Rheinos   | Köln        | 1.                        | Vizemeister               |                           |
| Duisburg Ducks         | Duisburg    | 4.                        | Halbfinale                |                           |
| Rostocker Nasenbären   | Rostock     | 3. der 2. Bundesliga Nord | 3. der 2. Bundesliga Nord | 3. der 2. Bundesliga Nord |
| Samurai Iserlohn       | Iserlohn    | 3.                        | Halbfinale                |                           |
| Rhein-Main Patriots    | Niddatal    | 6.                        | Viertelfinale             |                           |
| Uedesheim Chiefs       | Neuss       | 7.                        | Viertelfinale             |                           |
| Crefelder SC           | Krefeld     | 9.                        | -                         |                           |
| Bremerhaven Whales     | Bremerhaven | 1. der 2. Bundesliga Nord | 1. der 2. Bundesliga Nord | 1. der 2. Bundesliga Nord |
| Rockets Essen          | Essen       | 8.                        | Viertelfinale             |                           |

## Modus
Die 1. Bundesliga geht mit zwölf Mannschaften an den Start. Jede Mannschaft trifft in Hin- und Rückspiel auf jede andere Mannschaft. Zur Saison 2013 wurde die Tabellenwertung vom Zwei- auf das Drei-Punkte-System umgestellt. Für einen Sieg in regulärer Spielzeit gibt es drei Punkte. Endet eine Partie nach 60 Minuten unentschieden, folgt umgehend ein Penaltyschießen. Für einen Sieg nach Penaltyschießen gibt es zwei Punkte, für eine Niederlage nach Penaltyschießen einen Punkt. Bei Punktgleichheit zum Ende der Hauptrunde entscheidet der direkte Vergleich über die Rangfolge. Die ersten acht Mannschaften erreichen die Play-offs. Die Mannschaften auf den Rängen neun und zehn haben sich sportlich für die nächste Spielzeit qualifiziert. Die Teams auf den Rängen elf und zwölf steigen direkt in die 2. Bundesliga ab. Der Sieger der Play-offs ist Deutscher Meister.

## Vorrunde
|                           | Mannschaft              | Sp | G  | GP | U | VP | V  | Tore    | +/−  | P  |
| ------------------------- | ----------------------- | -- | -- | -- | - | -- | -- | ------- | ---- | -- |
| 1.                        | Samurai Iserlohn        | 22 | 17 | 2  | 0 | 1  | 02 | 199:111 | +088 | 56 |
| 2.                        | HC Köln-West Rheinos    | 22 | 17 | 0  | 0 | 4  | 01 | 213:103 | +110 | 55 |
| 3.                        | Bissendorfer Panther    | 22 | 13 | 2  | 0 | 2  | 05 | 174:113 | +061 | 45 |
| 4.                        | TV Augsburg             | 22 | 13 | 2  | 0 | 2  | 05 | 173:119 | +054 | 45 |
| 5.                        | Highlander Lüdenscheid  | 22 | 12 | 2  | 0 | 1  | 07 | 136:118 | +018 | 41 |
| 6.                        | Duisburg Ducks          | 22 | 13 | 0  | 0 | 0  | 09 | 158:123 | +035 | 39 |
| 7.                        | SHC Rockets Essen       | 22 | 10 | 2  | 0 | 1  | 09 | 156:165 | −009 | 35 |
| 8.                        | Uedesheim Chiefs        | 22 | 09 | 0  | 0 | 1  | 12 | 139:132 | +007 | 28 |
| 9.                        | IVA Rhein Main Patriots | 22 | 07 | 2  | 0 | 1  | 12 | 132:134 | −002 | 26 |
| 10.                       | Crefelder SC            | 22 | 03 | 1  | 0 | 1  | 17 | 112:208 | −096 | 12 |
| 11.                       | Rostocker Nasenbären    | 22 | 02 | 2  | 0 | 0  | 18 | 113:221 | −108 | 10 |
| 12.                       | Bremerhaven Whales      | 22 | 0  | 1  | 0 | 2  | 19 | 103:261 | −158 | 04 |
| Stand: 15. September 2013 |                         |    |    |    |   |    |    |         |      |    |

Abkürzungen: Sp = Spiele, G = Siege, GP = Siege nach Penaltyschießen, U = Unentschieden, VP = Niederlage nach Penaltyschießen V = Niederlagen, P = Punkte

Erläuterungen:

### Alle Spiele
| 1. Bundesliga 2013     | Bissendorfer Panther | BRE  | KRE  | DUI  | KÖL  | Highlander Lüdenscheid | IVA Rhein Main Patriots | ROS  | ISE  | ESS  | TV Augsburg | UED |
| ---------------------- | -------------------- | ---- | ---- | ---- | ---- | ---------------------- | ----------------------- | ---- | ---- | ---- | ----------- | --- |
| Bissendorfer Panther   |                      | 14:5 | 12:5 | 7:5  | 7:10 | 6:2                    | 5:3                     | 16:2 | 9:5  | 8:4  | 7:6         | 5:4 |
| Bremerhaven Whales     | 3:7                  |      | 6:14 | 7:15 | 2:7  | 6:11                   | 2:3                     | 6:7  | 9:8  | 6:8  | 5:8         | 3:5 |
| Crefelder SC           | 2:13                 | 7:2  |      | 3:5  | 2:11 | 3:5                    | 9:8                     | 8:5  | 3:6  | 4:5  | 7:8         | 7:8 |
| Duisburg Ducks         | 4:3                  | 11:1 | 11:2 |      | 5:7  | 8:4                    | 13:5                    | 8:3  | 8:3  | 10:7 | 2:5         | 9:5 |
| HC Köln-West Rheinos   | 10:3                 | 18:6 | 22:2 | 7:5  |      | 8:4                    | 8:4                     | 7:5  | 5:6  | 14:7 | 11:2        | 6:5 |
| Highlander Lüdenscheid | 4:5                  | 14:6 | 12:6 | 5:3  | 7:6  |                        | 7:3                     | 5:4  | 4:12 | 6:2  | 5:4         | 7:1 |
| Rhein-Main Patriots    | 4:5                  | 13:6 | 11:4 | 3:6  | 1:9  | 9:3                    |                         | 15:0 | 5:7  | 11:3 | 5:7         | 4:7 |
| Rostocker Nasenbären   | 0:20                 | 13:8 | 11:6 | 11:6 | 7:8  | 6:13                   | 5:8                     |      | 8:12 | 2:11 | 5:8         | 7:6 |
| Samurai Iserlohn       | 10:2                 | 14:2 | 12:3 | 5:1  | 8:7  | 7:4                    | 13:3                    | 18:3 |      | 16:3 | 6:4         | 5:4 |
| SHC Rockets Essen      | 8:7                  | 15:2 | 10:8 | 11:7 | 9:8  | 2:10                   | 6:7                     | 9:5  | 9:10 |      | 6:4         | 5:4 |
| TV Augsburg            | 9:8                  | 22:6 | 11:3 | 12:7 | 7:6  | 8:6                    | 7:3                     | 11:2 | 11:2 | 8:10 |             | 4:5 |
| Uedesheim Chiefs       | 8:5                  | 27:4 | 14:4 | 5:7  | 1:13 | 3:4                    | 2:5                     | 11:7 | 4:8  | 7:3  | 2:7         |     |

## Play-offs
(Modus Best-of-Three)

### Play-off-Baum
|  | Viertelfinale | Viertelfinale          | Viertelfinale  |   |                      | Halbfinale | Halbfinale | Halbfinale |  |  | Finale | Finale | Finale |
|  |               |                        |                |   |                      |            |            |            |  |  |        |        |        |
|  | 1             | Samurai Iserlohn       | 2              |   |                      |            |            |            |  |  |        |        |        |
|  | 8             | Uedesheim Chiefs       | 0              |   |                      |            |            |            |  |  |        |        |        |
|  | 8             | Uedesheim Chiefs       | 0              | 1 | Samurai Iserlohn     | 2          |            |            |  |  |        |        |        |
|  |               |                        |                | 1 | Samurai Iserlohn     | 2          |            |            |  |  |        |        |        |
|  |               | 6                      | Duisburg Ducks | 0 |                      |            |            |            |  |  |        |        |        |
|  | 3             | 6                      | Duisburg Ducks | 0 | Bissendorfer Panther | 1          |            |            |  |  |        |        |        |
|  | 3             |                        |                |   | Bissendorfer Panther | 1          |            |            |  |  |        |        |        |
|  | 6             | Duisburg Ducks         | 2              |   |                      |            |            |            |  |  |        |        |        |
|  | 6             | Duisburg Ducks         | 2              | 1 | Samurai Iserlohn     | 2          |            |            |  |  |        |        |        |
|  |               |                        |                |   | Samurai Iserlohn     | 2          |            |            |  |  |        |        |        |
|  |               | 4                      | TV Augsburg    | 1 |                      |            |            |            |  |  |        |        |        |
|  | 2             | 4                      | TV Augsburg    | 1 | HC Köln-West Rheinos | 2          |            |            |  |  |        |        |        |
|  | 2             |                        |                |   | HC Köln-West Rheinos | 2          |            |            |  |  |        |        |        |
|  | 7             | SHC Rockets Essen      | 1              |   |                      |            |            |            |  |  |        |        |        |
|  | 7             | SHC Rockets Essen      | 1              | 2 | HC Köln-West Rheinos | 1          |            |            |  |  |        |        |        |
|  |               |                        |                | 2 | HC Köln-West Rheinos | 1          |            |            |  |  |        |        |        |
|  |               | 4                      | TV Augsburg    | 2 |                      |            |            |            |  |  |        |        |        |
|  | 4             | 4                      | TV Augsburg    | 2 | TV Augsburg          | 2          |            |            |  |  |        |        |        |
|  | 4             |                        |                |   | TV Augsburg          | 2          |            |            |  |  |        |        |        |
|  | 5             | Highlander Lüdenscheid | 1              |   |                      |            |            |            |  |  |        |        |        |

### Viertelfinale
|                      |   |                        | Serie | 1    | 2         | 3    |
| -------------------- | - | ---------------------- | ----- | ---- | --------- | ---- |
| Samurai Iserlohn     | – | Uedesheim Chiefs       | 2:0   | 8:7  | 3:1       | -    |
| TV Augsburg          | – | Highlander Lüdenscheid | 1:1   | 8:13 | 9:8 n. V. | 9:6  |
| HC Köln-West Rheinos | – | SHC Rockets Essen      | 2:1   | 9:1  | 6:10      | 10:6 |
| Bissendorfer Panther | – | Duisburg Ducks         | 1:2   | 7:4  | 6:10      | 4:7  |

### Halbfinale
|                      |   |                | Serie | 1         | 2         | 3   |
| -------------------- | - | -------------- | ----- | --------- | --------- | --- |
| Samurai Iserlohn     | – | Duisburg Ducks | 2:0   | 7:5       | 6:5       | –   |
| HC Köln-West Rheinos | – | TV Augsburg    | 1:2   | 7:4 n. V. | 5:7 n. V. | 4:7 |

### Finale
|                  |   |             | Serie | 1          | 2   | 3   |
| ---------------- | - | ----------- | ----- | ---------- | --- | --- |
| Samurai Iserlohn | – | TV Augsburg | 2:1   | 12:9 n. V. | 5:9 | 6:5 |

## Aufsteiger
Aus der 2. Bundesliga Nord schaffen die Crash Eagles Kaarst den direkten Wiederaufstieg. Außerdem steigt der IHC Atting erneut in die 1. Bundesliga auf.

## Pokalsieger
Im Endspiel um den Deutschen Inline-Skaterhockey-Pokal 2013 gewannen die Uedesheim Chiefs am 21. September 2013 gegen die HC Köln-West Rheinos in Assenheim mit 3:2.

## Trivia
Eishockey Profis, die in dieser Saison in der Inline-Skaterhockey Bundesliga spielten:
- André Huebscher (EV Duisburg) für den Crefelder SC.
- Pascal Zerressen (Kölner Haie) für den Crefelder SC.
- Marc Schaub (Löwen Frankfurt) für den Crefelder SC.
- Mike Ortwein (Iserlohn Roosters) für die Highlander Lüdenscheid.
- Adriano Carciola (Heilbronner Falken) für die Highlander Lüdenscheid.
- Danny Albrecht (Kassel Huskies) für die SHC Rockets Essen.
- Roland Mayr (Löwen Frankfurt) für den TV Augsburg.
- Stephan Kreuzmann (Löwen Frankfurt) für die Uedesheim Chiefs.

Eishockey Profis, die in einer aktuellen Kaderliste stehen, jedoch ohne Einsatz blieben:
- Christian Ehrhoff (Buffalo Sabres) beim Crefelder SC.
- Joel Keussen (Iserlohn Roosters) beim Crefelder SC.
- Marcel Noebels (Adirondack Phantoms) beim Crefelder SC.
- Fabio Carciola (Heilbronner Falken) bei den Highlander Lüdenscheid.
- Dieter Orendorz (Iserlohn Roosters) bei den Highlander Lüdenscheid.
- Bjorn Willemse (Tilburg Trappers) bei den Highlander Lüdenscheid.
- Björn Bombis (REV Bremerhaven) bei den Rostocker Nasenbären.